# Gymnocarpium
Genre
Gymnocarpium est un genre de fougères.
La position systématique du genre est discutée. Il est souvent rangé dans la famille des Woodsiaceae ou des Thelypteridaceae, parfois aussi dans celle des Dryopteridaceae.

## Liste des espèces
- Gymnocarpium × achriosporum Sarvela
- Gymnocarpium appalachianum Pryer
- Gymnocarpium × brittonianum (Sarvela) Pryer et Haufler
- Gymnocarpium disjunctum (Rupr.) Ching
- Gymnocarpium dryopteris (L.) Newman
- Gymnocarpium heterosporum W.H. Wagner
- Gymnocarpium × intermedium Sarvela
- Gymnocarpium jessoense (Koidzumi) Koidzumi
- Gymnocarpium robertianum (Hoffmann) Newman